# Œ
Œ (حرف کوچک: œ) تک‌نگاره‌ای در الفبای لاتین است. Œ لیگچری از O و E می‌باشد. در لاتین قرون وسطایی و مدرن اولیه از این تک‌نگاره برای نشان دادن واکهٔ مرکب οι در زبان یونانی، و همچنین چند واژهٔ غیر یونانی استفاده می‌شده‌است. این روند استفاده در زبان‌های انگلیسی و فرانسه ادامه یافت. 
امروزه از این حرف برای املای لاتین زبان نورس باستان و نیز برای نشان دادن واکه چرخچشی جلویی نیم‌باز در الفبای آوانگاری بین‌المللی استفاده می‌شود.